# غاتشرا تشهارده (آستانة أشرفية)
غاتشرا تشهارده (بالفارسية: گاچرا چهارده) هي قرية تقع في إيران في قسم تشهارده الريفي. يقدر عدد سكانها بـ 675 نسمة .